# Dreamin' (Status Quo)
Dreamin' è una canzone della rock band inglese Status Quo, pubblicata come singolo nel novembre del 1986.

## La canzone
Composto dalla coppia di autori Francis Rossi/Bernie Frost, il brano fa inizialmente parte di un ridotto gruppo di nuovi brani che la band sottopone al vaglio della casa discografica nel 1985, dopo lo scioglimento provvisorio e il definitivo allontanamento di Alan Lancaster.
Proposto col titolo momentaneo di “Naughty Girl”, il demo realizzato suscita l'immediato apprezzamento della Phonogram che fornisce subito il suo placet sia alla incisione del brano che alla elaborazione di un nuovo LP.
Quarto e ultimo singolo estratto dal fortunato album In the Army Now, Dreamin’ si piazza al n. 15 delle classifiche inglesi.
Il pezzo viene inciso in tre diverse versioni. Al modello più ammorbidito contenuto nell'album In the Army Now, si uniscono infatti le due differenti versioni pubblicate come singolo: la prima, molto incisiva e accattivante, è quella che viene trasmessa anche dalle radio e oggi rinvenibile nella raccolta Whatever You Want - The Very Best of Status Quo; la seconda è invece una rilettura del brano in chiave “mix”, ad oggi non più pubblicata né inserita in ristampe o lavori successivi.

## Tracce CD
1. Dreamin' (Wet Mix) - 4:26 - (Rossi/Frost)
2. Rokin' All Over the World (Live) da Live at the N.E.C) - 3:30 - (Fogerty)
3. Roll Over Lay Down (Live) da Live at the N.E.C. - 5:31 - (Rossi/Young)

## Tracce vinile 7"
1. Dreamin' (Wet Mix) - 4:26 - (Rossi/Frost)
2. Long Legged Girls - 4:24 - (Williams/Parfitt)
3. The Quo Christmas Cake Mix - 5:56 - The Wanderer / Whatever You Want / Something 'Bout You Baby (I Like) / Roll Over Lay Down / Rain / Break the Rules / Rockin' All Over the World)

## Formazione
- Francis Rossi (chitarra solista, voce)
- Rick Parfitt (chitarra ritmica, voce)
- Andy Bown (tastiere, chitarra, armonica a bocca, cori)
- John 'Rhino' Edwards (basso, voce)
- Jeff Rich (percussioni)

## British singles chart
| Posizione | 44 | 34 | 25 | 17 | 15 | 17 | 27 | 48 | uscito |